# Nathan Fillion
Nathan Christopher Fillion (Edmonton, Alberta; 27 de marzo de 1971) es un actor canadiense-estadounidense. Es reconocido por interpretar los papeles principales de; Capitán Malcolm "Mal" Reynolds en Firefly y Serenity; como a Richard Castle en la serie Castle; como a John Nolan en The Rookie y su serie derivada The Rookie: Feds; y al superhéroe Guy Gardner (Green Lantern) en el Universo DC, incluyendo la película Superman y las series Peacemaker y Lanterns.
Fillion ha actuado en películas distribuidas tradicionalmente como Slither y Trucker, películas distribuidas por Internet como Dr. Horrible's Sing-Along Blog, telenovelas, comedias de situación y teatro. Su voz también aparece en animación y videojuegos, como los juegos de Bungie Studios Halo 3, Halo 3: ODST, halo: Reach, Destiny y Destiny 2, junto con el juego de 343 Industries Halo 5: Guardians y la serie de televisión M.O.D.O.K. (2021).
Fillion obtuvo reconocimiento por primera vez por su trabajo en One Life to Live en el papel contratado de Joey Buchanan, por el que fue nominado al premio Daytime Emmy como actor joven destacado en una serie dramática, así como por su papel secundario como Johnny Donnelly en la comedia Two Guys and a Girl.

## Biografía
Fillion nació el 27 de marzo de 1971 en Edmonton, Alberta, el menor de dos hijos de Robert "Bob" Fillion y June "Cookie" Early,  ambos profesores de inglés jubilados.  Ambos lados de la familia de su padre eran parte de la diáspora de Quebec en Fall River, Massachusetts,  y su madre tenía un abuelo materno noruego y una abuela materna finlandesa.  
Fillion se crio en el vecindario Mill Woods de Edmonton  y completó su educación secundaria y postsecundaria en Edmonton, asistiendo a la escuela secundaria católica Holy Trinity, al Concordia University College de Alberta y a la Universidad de Alberta, donde fue miembro de Sociedad Kappa Alfa  Es ciudadano estadounidense desde 1997. 

## Trayectoria profesional

### 1994-2009
Después de trabajar en varias producciones de teatro, televisión y cine, incluyendo Theatresports con Rapid Fire Theatre y la telenovela improvisada Die-Nasty, Fillion se mudó a la ciudad de Nueva York en 1994, donde actuó en la telenovela One Life to Live como Joey Buchanan. por la que fue nominado en 1996 al premio Daytime Emmy como actor joven destacado en una serie dramática. En 1997, dejó la serie para dedicarse a otros proyectos (regresó para una breve aparición como invitado en 2007). 
Después de mudarse a Los Ángeles, desempeñó un papel secundario en la comedia Two Guys, a Girl, and a Pizza Place, y fue elegido como James Frederick "The Minnesota" Ryan en Saving Private Ryan, de Steven Spielberg. 

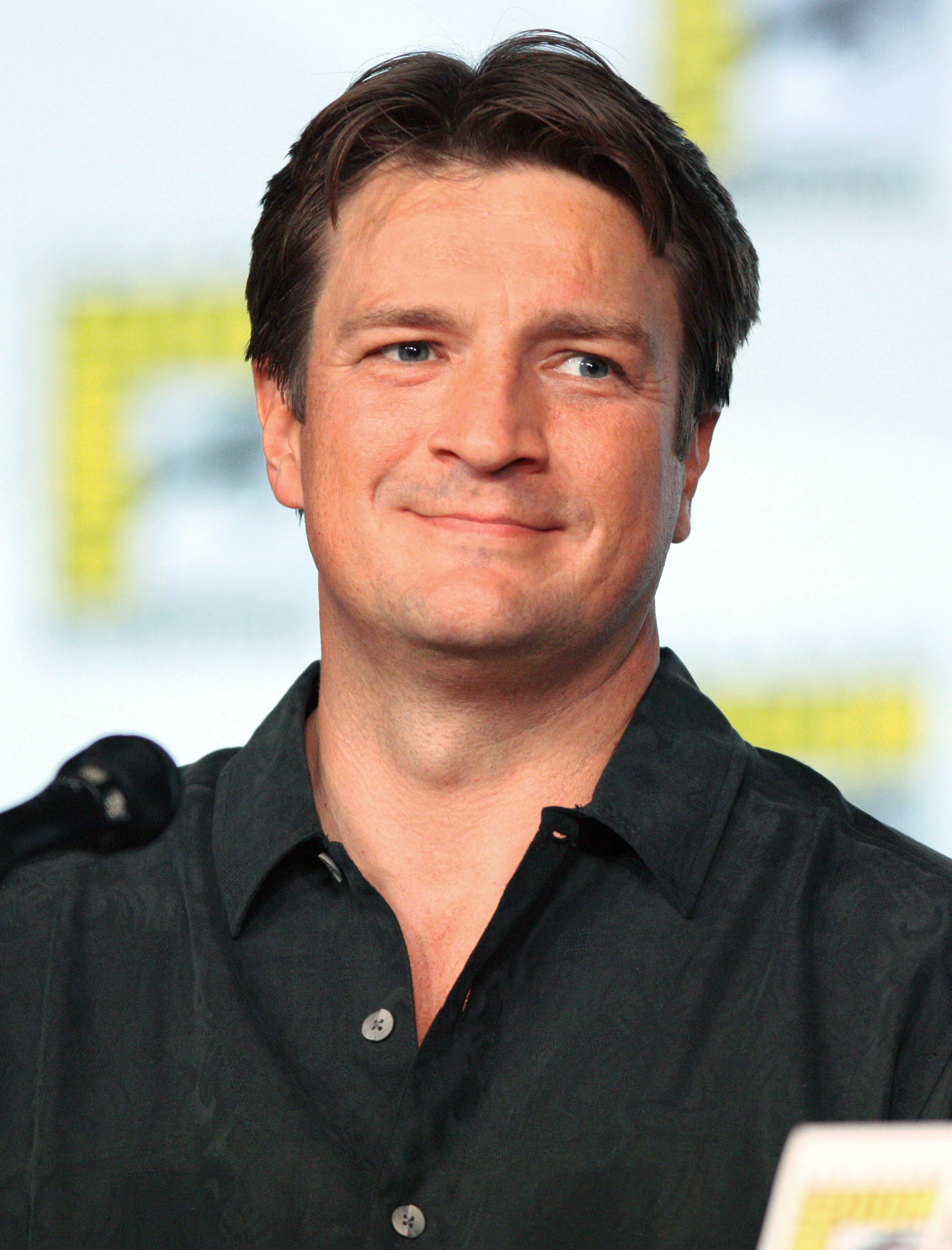
Fillion en la Convención Internacional de Cómics de San Diego en 2012.

En 2002, Fillion interpretó al Capitán Malcolm Reynolds en la serie de televisión de ciencia ficción Firefly de Joss Whedon,  por la que ganó el Cinescape Genre Face of the Future. – Premio masculino de la Academy of Science Fiction, Fantasy & Horror Films, Estados Unidos. Fillion también ganó los premios Syfy Genre Awards en 2006 al Mejor Actor/Televisión y quedó en segundo lugar como Mejor Actor/Película.  Fillion calificó su tiempo en Firefly como el mejor trabajo de actuación que jamás haya tenido,  y compara cada trabajo que ha tenido con ese.  Aunque el programa fue cancelado, fue adaptado a la pantalla grande; Repitió su papel de Mal en la película Serenity (2005) de Whedon.
En 2003, Fillion tuvo un papel recurrente como Caleb en los últimos cinco episodios de la serie Buffy the Vampire Slayer de Joss Whedon. 
Fillion prestó su voz para la serie animada King of the Hill en 2001, el videojuego Jade Empire (como la voz de Gao the Lesser) y la serie animada Justice League Unlimited (como Vigilante en los episodios "Hunter's Moon" y "Patriot Ley") en 2005-2006. Interpretó a Green Lantern/Hal Jordan en Green Lantern: Emerald Knights, Justice League: Doom, Justice League: The Flashpoint Paradox y Justice League: Throne of Atlantis y The Death of Superman. Fillion protagonizó la película de terror Slither de James Gunn de 2006. Por su papel protagónico como Bill Pardy, obtuvo una nominación a los premios Fangoria Chainsaw Awards en 2006 en la categoría de Amigo con el que no quieres meterte. 
Fillion protagonizó la película de comedia romántica Waitress, escrita y dirigida por Adrienne Shelly, que se estrenó en el Festival de Cine de Sundance el 21 de enero de 2007 y se estrenó en los cines el 2 de mayo de 2007. Fillion protagonizó White Noise 2: La luz . Hizo una aparición en la temporada 2006-2007 del programa de televisión Lost, como Kevin, el exmarido de Kate. 
En octubre de 2006, Fillion firmó un contrato de tenencia de talentos con Fox Broadcasting Company, y en diciembre de 2006, The Hollywood Reporter  confirmó que Fillion fue elegido como Alex Tully en la serie Drive, que debutó en Fox en la primavera de 2007. Drive fue creado por Tim Minear. Ivan Sergei interpretó a Alex Tully en el episodio piloto original de Drive . Los dos primeros episodios de Drive se estrenaron el 13 de abril de 2007 en Canadá (15 de abril de 2007 en Estados Unidos). Sin embargo, el programa no obtuvo las calificaciones que Fox deseaba y el 25 de abril de 2007, la cadena anunció que la serie fue cancelada.   Se suponía que los dos últimos episodios producidos se transmitirían consecutivamente en Fox en julio de 2007, pero en realidad no estuvieron disponibles hasta el 15 de julio, cuando se publicaron en la página Drive Myspace. 
Fillion repitió su papel de la década de 1990 como Joey ' One Life to Live para los episodios 9.999 y 10.000 de la serie, emitidos el 16 y 17 de agosto de 2007.   
Fillion se unió al elenco de Desperate Housewives de ABC al comienzo de la temporada de otoño de 2007 (temporada 4), interpretando al Dr. Adam Mayfair. Su primera aparición fue en el episodio " Now You Know ", que se emitió el 30 de septiembre de 2007. Su última aparición fue el episodio final de la temporada 4, en 2008.
Fillion prestó su voz para el papel de un sargento de artillería ODST en el juego Halo 3 de Xbox 360, junto a sus compañeros estrellas de Firefly , Alan Tudyk y Adam Baldwin . En un momento temprano de la primera misión, se identifica a sí mismo como "[Sargento] Reynolds" por la radio, refiriéndose al nombre de su personaje de la serie de televisión Firefly . Los tres actores reciben personalidades en el juego que coinciden con las de sus personajes de Firefly . Proporciona la voz, la imagen retratada y la captura de movimiento para el sargento de artillería Edward Buck en Halo 3: ODST,  Halo 5: Guardians y una breve aparición en halo: Reach.

### 2009-2018

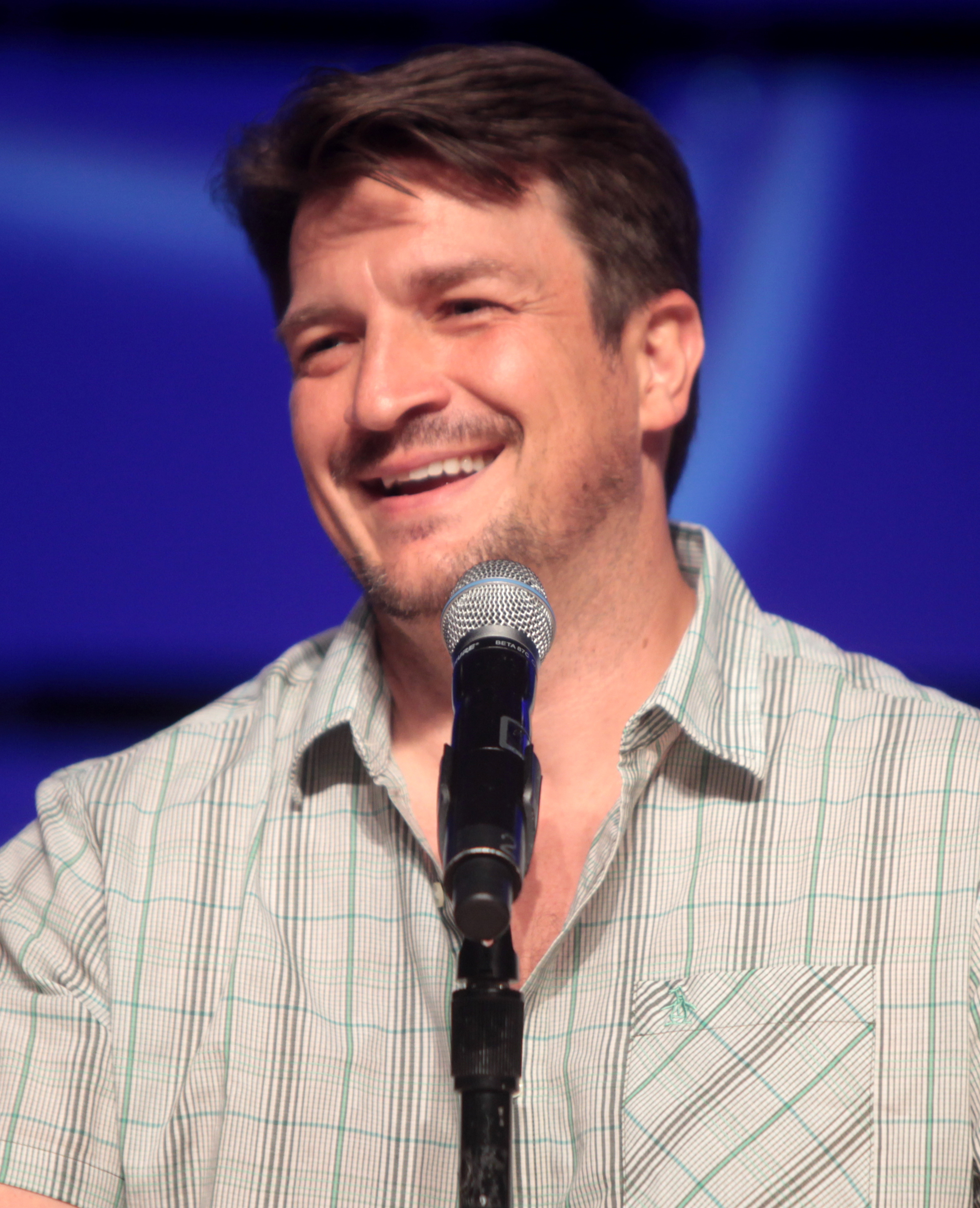
Fillion en la Phoenix Comicon de 2014

En marzo de 2009, se emitió el primer episodio de la serie de televisión de ABC Castle, en el que Fillion interpretó al personaje principal Richard Castle, un novelista de misterio que ayuda a la policía de Nueva York a resolver asesinatos (frecuentemente extraños). En 2009, Fillion fue nominado al premio Satellite al mejor actor en serie dramática de televisión por su actuación en Castle . El programa fue cancelado por ABC en 2016 y el episodio final se emitió el 16 de mayo de ese año. 
BuddyTV lo clasificó en el puesto número 10 en su lista de "Los 100 hombres más sexys de la televisión de 2009",  en el puesto 19 en 2010,  en el puesto 20 en 2011  y en el puesto 39 en 2012;  N.º 7 en su lista de "Los 15 mejores actores principales de drama de la temporada televisiva 2011-2012";  nombró la relación de su personaje con el otro personaje principal como el número 18 (y la mejor relación de coqueteo) en su lista "Love Is All Around: Best TV Relationships of 2010",  el número 13 (y la mejor relación diferida). Relationship) en su lista de "Las mejores relaciones de 2011",  N.º 15 en su lista de "Las relaciones especiales: Las 50 mejores historias de amor de la televisión de la última década",  N.º 1 en su lista " Amor... o no: Las 12 mejores parejas que quieren o no quieren de 2012"  y el número 2 en su lista "Lamiéndose los labios bien: Los mejores besos de 2012";  nombró a Castle en el puesto número 6 en su lista de "Los 11 mejores programas de televisión que regresan de 2011",  en el puesto 11 en "Los 15 mejores dramas de la temporada de televisión 2011-2012"  y en el puesto n. 12 sobre "Los 12 mejores dramas de 2012". 
Fillion apareció en un video web porno falso sobre Spike llamado "Nailing Your Wife", parte de la serie PG Porn de James Gunn.  Fillion hizo un breve cameo en el episodio de la temporada 5 "Revolving Doors" de la serie web The Guild .  A finales de septiembre de 2011, Fillion actuó como presentador invitado de Action Sports 1 en la serie web Husbands.  Interpretó a Dogberry en la película independiente Much Ado About Nothing (2012), basada en la obra de Shakespeare del mismo nombre, escrita, dirigida y producida por Joss Whedon .  
Desde 2011, Fillion ha aparecido como el personaje recurrente del Space Western Cactoid Jim en presentaciones del programa en vivo podcasted The Thrilling Adventure Hour, un espectáculo teatral que se basa en la idea de que los actores actúan como personajes en un programa de radio. El personaje de Cactoid Jim apareció por primera vez como parte del segmento recurrente "Sparks Nevada, Marshal on Mars", pero pronto se le dio su propio segmento, llamado "Cactoid Jim: King of the Martian Frontier". Fillion ha anunciado su participación como estrella invitada en The Thrilling Adventure Hour mediante la inclusión de elementos filmados del show en vivo en el DVD de la temporada 4 de Castle.
En 2012, apareció en el episodio "The Daly Superheroes" de la serie web The Daly Show .  El 17 de febrero de 2013, Fillion fue sede de los premios WGA West Coast Awards 2013. 
En 2014 apareció en el videojuego Destiny como el personaje Cayde-6 . Durante los años siguientes, su papel se hizo mayor con las expansiones del juego. Fillion volvió al papel en la secuela de 2017, Destiny 2, y ocupó un lugar destacado en el juego hasta el lanzamiento de Forsaken, donde Nolan North le dio voz al personaje hasta su muerte. El 24 de mayo de 2023, se reveló que volvería a interpretar a Cayde-6 en The Final Shape.
En 2015 y 2016, Fillion trabajó con Alan Tudyk en una serie web llamada Con Man, basada libremente en sus experiencias en el circuito de convenciones después de Firefly. 
En 2017, Fillion fue elegido para el papel recurrente de Gary West en la serie de comedia de terror de Netflix Santa Clarita Diet.  Ese mismo año, Fillion fue elegido para el papel recurrente de Jacques Snicket en la segunda temporada de la serie dramática de comedia de Netflix A Series of Unfortunate Events. 
En febrero de 2018, Fillion fue elegido para interpretar a John Nolan en la nueva serie de televisión de ABC The Rookie, que fue creada por el ex productor ejecutivo de Castle, Alexi Hawley.
El 16 de julio de 2018, Fillion y el director Allan Ungar lanzaron un cortometraje de acción real basado en la franquicia Uncharted de Naughty Dog. El corto se volvió viral de inmediato y fue elogiado por su ingenioso humor, acción y capacidad para mantenerse fiel al material original. Los fanáticos y críticos recurrieron a las redes sociales y comenzaron a hacer campaña para que Netflix la convirtiera en una serie, refiriéndose a ella como una de las mejores adaptaciones de un videojuego. 

### 2018-presente
Después de algunos años de varios trabajos en televisión, Fillion comenzó a hacer más apariciones en películas, principalmente en películas de superhéroes de James Gunn, interpretando papeles secundarios como TDK en The Suicide Squad,  Master Karja en Guardians of the Galaxy Vol. 3,  y en 2023 fue elegido como Guy Gardner/Linterna Verde en DCU de Gunn.   También protagonizará junto a Elizabeth Banks la próxima película Skincare. 

### En la cultura popular

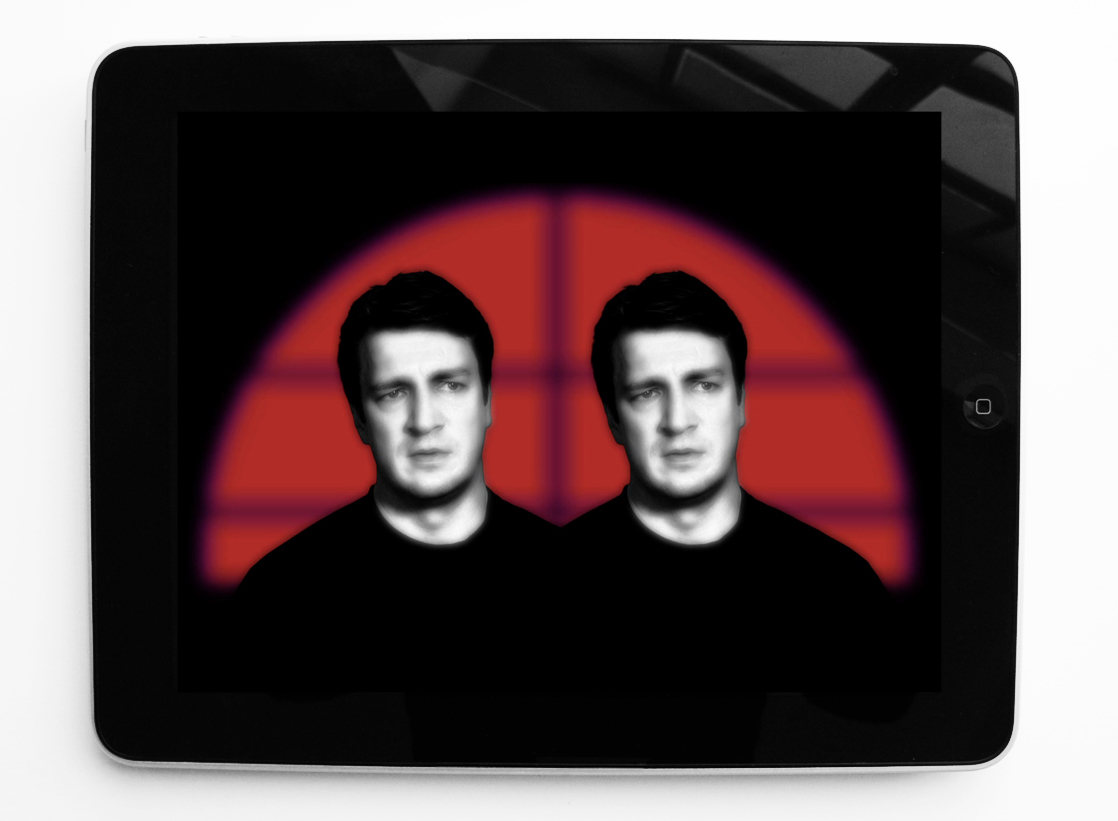
Nathan Fillion en Metascifi, impresión del artista 2014.

Fillion ha estado asociado con el artista público Martin Firrell desde 2009. Es el tema de dos obras de arte público contemporáneo de Firrell: Complete Hero  (proyecciones digitales de texto y retratos en video a las elevaciones oeste y norte de Guards Chapel, Wellington Barracks, Londres, 2009)  y Metascifi. (una aplicación digital que investiga series de ciencia ficción de la televisión estadounidense en busca de ideas y estrategias para vivir bien). 
Fillion era la 'cara' de Complete Hero. El artista explicó la elección de Fillion de la siguiente manera: "Quería hacer una obra que abordara todo tipo de heroísmo, no sólo las hazañas habituales de los hombres blancos de mandíbula cuadrada. Pero pensé que sería interesante empezar con un hombre blanco de mandíbula cuadrada y Nathan Fillion aceptó participar". 
En Metascifi, Fillion analiza el significado más profundo de su personaje Firefly, el Capitán Mal Reynolds, reflexionando sobre algunas de las preocupaciones universales de cualquier vida humana: la muerte, el amor, el mal, la intimidad, el poder, la vulnerabilidad, la violencia y la libertad. 
Para el 7 y 8 de agosto de 2021, el Ayuntamiento de Edmonton pasó a llamarse Pabellón Civil Nathan Fillion después de una petición de los fanáticos con más de 27,000 firmas y el apoyo de los coprotagonistas de Fillion en The Suicide Squad. 

## Trabajo filantrópico
En 2007, Fillion y el autor PJ Haarsma cofundaron la organización sin fines de lucro Kids Need to Read, para ayudar a inspirar la imaginación de los niños al conseguir más libros en bibliotecas con fondos insuficientes. 
La asociación de Fillion con Charity: Water obtuvo más de 60.000 mil dólares en donaciones en 2019. 

## Filmografía

### Largometrajes
| Año  | Título original                        | Personaje                                  | Ref    |
| ---- | -------------------------------------- | ------------------------------------------ | ------ |
| 1994 | Strange and Rich                       | Walter Hoade                               |        |
| 1998 | Saving Private Ryan                    | James Frederick "Minnesota" Ryan           |        |
| 1999 | Blast from the Past                    | Cliff                                      |        |
| 2000 | Dracula 2000                           | Padre David                                |        |
| 2003 | Water's Edge                           | Robert Graves                              |        |
| 2004 | Outing Riley                           | Luke Riley                                 |        |
| 2005 | Serenity                               | Malcolm "Mal" Reynolds                     |        |
| 2006 | Slither                                | Bill Pardy                                 |        |
| 2007 | White Noise 2: The Light               | Abe Dale                                   |        |
| 2007 | Waitress                               | Dr. Jim Pomatter                           |        |
| 2008 | Trucker                                | Runner                                     |        |
| 2009 | Wonder Woman                           | Steve Trevor                               |        |
| 2010 | Super                                  | Vengador The Holy                          |        |
| 2011 | Green Lantern: Emerald Knights         | Hal Jordan (Voz)                           |        |
| 2012 | Justice League: Doom                   |                                            |        |
| 2012 | Much Ado About Nothing                 | Dogberry                                   |        |
| 2013 | Monsters University                    | Johnny Worthington III (Voz)               |        |
| 2013 | Justice League: The Flashpoint Paradox | Hal Jordan (Voz)                           |        |
| 2013 | Percy Jackson: Sea of Monsters         | Hermes                                     |        |
| 2014 | Guardians of the Galaxy                | Prisionero Blue Alien (Voz)                |        |
| 2015 | Justice League: Throne of Atlantis     | Hal Jordan (Voz)                           |        |
| 2017 | Yamasong: March of the Hollows         | Shojun                                     |        |
| 2017 | Cars 3                                 | Sterling (Voz)                             |        |
| 2018 | The Death of Superman                  | Hal Jordan (Voz)                           |        |
| 2018 | Henchmen                               | Capitán Superior (Voz)                     |        |
| 2018 | Night Hunter                           | Matthew Quinn                              | [ 65 ] |
| 2019 | Reign of the Supermen                  | Hal Jordan (Voz)                           | [ 66 ] |
| 2021 | The Suicide Squad                      | Cory Pitzner / T.D.K. (The Detachable Kid) | [ 52 ] |
| 2023 | Guardians of the Galaxy Vol. 3         | Master Karja                               | [ 53 ] |
| 2024 | Deadpool & Wolverine                   | Wade Wilson / Headpool (Voz)               | [ 67 ] |
| 2024 | Skincare                               | Brett                                      | [ 56 ] |
| 2025 | Superman                               | Guy Gardner / Green Lantern                | [ 54 ] |

### Cortometrajes, documentales y telefilmes
| Año  | Título original      | Personaje                    | Tipo             |
| ---- | -------------------- | ---------------------------- | ---------------- |
| 1993 | Ordeal in the Arctic | Suboficial mayor Tom Jardine | Película para TV |
| 2014 | Party Central        | Johnny Worthington III (Voz) | Cortometraje     |
| 2015 | Highway of Tears     | Narrador (Voz)               | Documental       |
| 2015 | Being Canadian       | Narrador (Voz)               | Documental       |

### Series
| Año             | Título original                      | Personaje                                      | Notas                                         | Ref    |
| --------------- | ------------------------------------ | ---------------------------------------------- | --------------------------------------------- | ------ |
| 1994–1997, 2007 | One Life to Live                     | Joey Buchanan                                  |                                               |        |
| 1996            | Spin City                            | Guy                                            | Desacreditado Episodio: "A Star Is Born"      |        |
| 1997            | Total Security                       | Troy Larson                                    | Episodio: "Das Bootie"                        |        |
| 1998            | Maggie Winters                       | Ronald                                         | Episodio: "Mama's Got a Brand New Bag"        |        |
| 1998–2001       | Two Guys and a Girl                  | Johnny Donnelly                                | 60 episodios                                  |        |
| 1999            | The Outer Limits                     | Michael Ryan                                   | Episodio: "Star Crossed"                      |        |
| 2001            | King of the Hill                     | Frisbee Guy                                    | Voz, episodio: "Luanne Virgin 2.0"            |        |
| 2002            | Pasadena                             | Rev. Glenn Collins                             | 3 episodes                                    |        |
| 2002            | Firefly                              | Malcolm "Mal" Reynolds                         | Rol principal, 14 episodios                   |        |
| 2003            | Alligator Point                      | Bill                                           | Piloto                                        |        |
| 2003            | Buffy the Vampire Slayer             | Caleb                                          | 5 episodios                                   |        |
| 2003            | Miss Match                           | Adam Logan                                     | 6 episodios                                   |        |
| 2004            | Hollywood Division                   |                                                | Piloto                                        |        |
| 2005–2006       | Justice League Unlimited             | Vigilante                                      | Voz, 3 episodios                              |        |
| 2006            | Lost                                 | Kevin Callis                                   | Episodio: "I Do"                              |        |
| 2007            | Drive                                | Alex Tully                                     | 6 episodios                                   |        |
| 2007–2014       | Robot Chicken                        | Varias voces                                   | 5 episodios                                   |        |
| 2007–2008       | Desperate Housewives                 | Dr. Adam Mayfair                               | 12 episodios                                  |        |
| 2009–2016       | Castle                               | Richard Castle                                 | Rol principal, 173 episodios                  |        |
| 2010–2018       | The Venture Bros.                    | Brown Widow                                    | Voz, 4 episodios                              |        |
| 2012            | American Dad!                        | Joel Larson, Liver, American Businessman Klaus | Voz, 2 episodios                              |        |
| 2013            | Writers Guild of America Awards 2012 | él mismo                                       | Especial televisivo                           |        |
| 2014–2015       | Community                            | Bob Waite                                      | 2 episodios                                   |        |
| 2014–2016       | Gravity Falls                        | Preston Northwest                              | Voz, 5 episodios                              |        |
| 2015            | The Big Bang Theory                  | él mismo                                       | Episodio: "The Comic Book Store Regeneration" |        |
| 2015            | Kroll Show                           | Mountie McMinniman                             | Episodio: "Twins"                             |        |
| 2015            | Drunk History                        | Wernher von Braun                              | Episodio: "Space"                             |        |
| 2016            | HarmonQuest                          | Tetter Spice                                   | Episodio: "Earthscar Village"                 |        |
| 2016–2018       | Modern Family                        | Rainer Shine                                   | 7 episodios                                   |        |
| 2017–2018       | Santa Clarita Diet                   | Gary West                                      | 6 episodios                                   |        |
| 2017            | Rick and Morty                       | Cornvelious Daniel                             | Voz, episodio: "The Rickshank Rickdemption"   |        |
| 2017            | Brooklyn Nine-Nine                   | Mark Deveraux                                  | Episode: "Serve & Protect"                    |        |
| 2017–present    | Big Mouth                            | él mismo, Jessi's Dog                          | Voz, 9 episodios                              |        |
| 2018            | A Series of Unfortunate Events       | Jacques Snicket                                | 10 episodios                                  | [ 68 ] |
| 2018            | The Magic School Bus Rides Again     | Axle ValveStuck                                | Voz, episodio: "Waste Not, Want Not"          |        |
| 2018            | American Housewife                   | él mismo                                       | 2 episodios                                   |        |
| 2018–present    | The Rookie                           | John Nolan                                     | Rol principal También productor ejecutivo     |        |
| 2021            | Resident Alien                       | Number 42 – Octopus in tank                    | Voz, 6 episodios                              |        |
| 2021            | M.O.D.O.K.                           | Wonder Man                                     | Voz, episodio: "This Man... This Makeover!"   | [ 69 ] |
| 2022            | The Recruit                          | CIA Director                                   | Episodio: "W.T.F.I.O.H"                       |        |
| 2022–2023       | The Rookie: Feds                     | John Nolan                                     | 3 episodios                                   |        |
| 2024            | Monsters at Work                     | Johnny Worthington III                         | Voz                                           | [ 70 ] |
| 2025            | Peacemaker                           | Guy Gardner / Green Lantern                    | Temporada 2, Episodio 1                       | [ 71 ] |
| 2026            | Lanterns                             | Guy Gardner / Green Lantern                    | Reparto principal                             | [ 72 ] |

### Web
| Año       | Título original                | Personaje                          | Notas                                    |
| --------- | ------------------------------ | ---------------------------------- | ---------------------------------------- |
| 2008      | Dr. Horrible's Sing-Along Blog | Captain Hammer                     | Miniserie de internet                    |
| 2008      | James Gunn's PG Porn           | Chris                              | Episodio: "Nailing Your Wife"            |
| 2011      | The Morning After              | él mismo                           | Episodio: "1.173"                        |
| 2011      | The Guild                      | él mismo                           | Episodio: "Revolving Doors"              |
| 2011      | Kevin Pollak's Chat Show       | él mismo                           | Episodio: "100"                          |
| 2011      | Husbands                       | Anchor                             | Episodio: "Being Britney!"               |
| 2012      | Neil's Puppet Dreams           | Dr. Mayfair                        | Episodio: "Doctor's Office"              |
| 2013      | BriTANicK                      | él mismo/'Two Ugly Guys and a Dog' | Episodio: "Sexy Pool Party"              |
| 2015–2017 | Con Man                        | Jack Moore                         | 17 episodios También productor ejecutivo |
| 2018      | Uncharted Live Action Fan Film | Nathan Drake                       | También productor                        |

### Videojuegos
| Año  | Título original                 | Personaje           |
| ---- | ------------------------------- | ------------------- |
| 2005 | Jade Empire                     | Gao the Lesser      |
| 2007 | Halo 3                          | Sargento Reynolds   |
| 2009 | Halo 3: ODST                    | Edward Buck         |
| 2010 | Halo: Reach                     | Edward Buck         |
| 2014 | Family Guy: The Quest for Stuff | él mismo            |
| 2014 | Destiny                         | Cayde-6             |
| 2015 | Saints Row: Gat out of Hell     | God                 |
| 2015 | Destiny: The Taken King         | Cayde-6             |
| 2015 | Halo 5: Guardians               | Spartan Edward Buck |
| 2017 | Destiny 2                       | Cayde-6             |
| 2023 | Marvel's Spider-Man 2           | Bodega Cat          |
| 2024 | Destiny 2: The Final Shape      | Cayde-6             |

### Audio libros
| Año  | Título original  | Personaje        |
| ---- | ---------------- | ---------------- |
| 2013 | World War Z      | Stanley McDonald |
| 2020 | The Salvage Crew | Narrador         |

### Podcast
| Año  | Título      | Personaje       | Notas       |
| ---- | ----------- | --------------- | ----------- |
| 2021 | Bridgewater | Thomas Bradshaw | 7 episodios |